# MAIF
La MAIF, en forme longue Mutuelle assurance des instituteurs de France, anciennement Mutuelle d’assurance automobile des instituteurs de France (MAAIF), est une société d'assurance mutuelle française créée en 1934 dont le siège est situé à Niort, dans les Deux-Sèvres. Régie par le code des assurances, elle propose historiquement ses services aux enseignants, depuis l’an 2000, aux salariés de l’économie sociale et solidaire et des collectivités territoriales et depuis 2021, à tous les salariés et aux entreprises.

## Historique

### Contexte
En octobre 1931, en pleine crise économique des années 1930, un instituteur dans l'Allier nommé Alexandre Jutier émet dans une publication d'un groupe partisan de la nouvelle pédagogie Freinet — L’Imprimerie à l’École, édité par la Coopérative de l’enseignement laïc — l'idée suivante « Pourquoi des instituteurs ne créeraient-ils pas un organisme pour assurer leurs automobiles ». Jean Lauroua, abonné à cette publication, est l'un des 26 instituteurs à répondre. Il publie en janvier 1932 un appel pour créer « une société d’assurances mutuelles [...] aux camarades automobilistes et motocyclistes » dans L’Émancipation et la Voix des Jeunes, organe des syndicats unitaires de la Loire-Inférieure et des Deux-Sèvres, pour qu’ils s’associent au projet afin de réaliser un fonds de garantie. Avec Edmond Proust, instituteur près de Saivres, ils cherchent avec d’autres instituteurs, à créer ce groupement pour assurer ses membres contre les risques automobiles.

### Fondation de la MAAIF
La Mutuelle d’assurance automobile des instituteurs de France (MAAIF) est fondée le 17 mai 1934, à Fontenay-le-Comte en Vendée, par 156 instituteurs qui en représentent 301 dont 13 institutrices, réunis au café des Marronniers. Début juin, Edmond Proust est nommé président de la jeune mutuelle. Marcel Coubrat est membre du conseil d'administration, Jean Lauroua est nommé secrétaire. Les fondateurs qualifient la création de la MAAIF de « geste politique contre les compagnies d'assurances [privées], contre le capitalisme », qui se servent de leurs bénéfices pour financer des campagnes de presse contre l'école laïque et la démocratie.
En 1935, celle-ci s’installe à Niort.
En 1938, le préjudice corporel est indemnisé. En 1942, 10 000 sociétaires (sur 35 000) continuent à payer leur cotisations automobiles, en pure perte et sauvent ainsi la mutuelle. Une assurance vélo est créée la même année, destinée à pallier les conséquences de la guerre pendant laquelle les voitures sont immobilisées ou réquisitionnées. Pendant cette même période, d'abord prisonnier de guerre puis libéré, Edmond Proust entre en résistance. Il retrouvera sa place de président à sa libération en août 1941.
En 1947, un groupement d'achat est créé : la Coopérative des adhérents de la MAAIF (Camif), qui propose une liste de produits a des prix avantageux.
En 1950, la MAAIF prend son essor et le sociétariat croît rapidement, ce qui vaux à la mutuelle une grève du personnel en 1951. Celle-ci revendique l’alignement de la convention collective sur celle des sociétés d’assurances de la région parisienne.
La MAAIF va aider les artisans et commerçants en soutenant financièrement la création de la Mutuelle assurance des commerçants et industriels de France et des cadres et des salariés de l'industrie et du commerce (Macif) en 1960 et de la Matmut en 1961, et en faisant bénéficier la Mutuelle d'assurance des artisans de France (MAAF) en 1950 de son expérience et de son personnel. Avec la Garantie mutuelle des fonctionnaires (GMF), ces quatre mutuelles d’assurance créent en 1964 un syndicat professionnel commun : le Groupement des sociétés d’assurance à caractère mutuel, qui deviendra le Groupement des entreprises mutuelles d'assurance (GEMA) en 1989.
En 1952, les garanties auto sont regroupés en un seul contrat (auparavant il y en avait quatre : Assurance responsabilité civile auto, vol et incendie du véhicule, défense et recours, indemnisation du préjudice corporel). Trois ans plus tard, un contrat multi-garanties habitation appelé RAQVAM (Risques autres que véhicules à moteur) est proposé. Auparavant, plusieurs contrats couvraient l’habitation, la responsabilité civile…
En 1964, cinq mutuelles, la GMF, la MAAF, la MAIF, la Macif et le Matmut, constituent le Groupement des sociétés d’assurance à caractère mutuel (GSACM), syndicat professionnel renommé Groupement des entreprises mutuelles d'assurance (GEMA) en 1989.
En 1965, une organisation se structure au sein de la MAAIF autour de l'activité des associations et des collectivités. La MAAIF créée l'année suivante une assistance touristique MAAIF assistance. Elle est adjointe aux contrats auto et habitation sans supplément de cotisation. Hors de France, MAAIF Assistance s'appuie sur le réseau des sociétaires enseignant à l'étranger. Elle sera professionnalisée, puis mise en commun sous le nom Inter mutuelles assistance en 1981 en partenariat avec les deux autres mutuelles niortaises (la MAAF et la Macif).

### MAIF depuis 1969
En 1969, la MAAIF devient la MAIF. La disparition d'un A (celui du mot "automobile") entérine l'élargissement du champ d'activité de la mutuelle. Désormais, les deux contrats Vam (« Véhicule à moteur ») et Raqvam (« Risque autres que véhicules à moteur ») accompagnent l'essor de la société de consommation. La mutuelle s'ouvre à de nouveaux sociétaires, notamment les maisons des jeunes et de la culture et autres structures d'éducation populaire. En 1980, l'association « Prévention MAIF » est créée afin de dispenser une éducation aux risques routiers et domestiques en milieu scolaire.
En 1984, la MAIF crée Pacs (« Protection du conducteur assuré et des siens »), un contrat pour protéger le conducteur ainsi que le passager. L'année suivante, la société d'assurance-vie Parnasse-VIE (désormais MAIF Vie) est créée,.
En 1988, la mutuelle s'ouvre aux non-enseignants parrainés, avec la fondation de Filia Maif.
En 1995, la MAIF compte 1,5 million de sociétaires et 6,7 milliards de francs de chiffre d'affaires.
En 2000, la MAIF émet sa publicité télévisée avec la signature « MAIF Assureur militant » qui est dévoilée lors de l'assemblée générale de juin à Paris. En 2009, la MAIF participe à la création de la Société de groupe d'assurance mutuelle (SGAM) Sferen, avec la Mutuelle assurance des commerçants et industriels de France et des cadres et des salariés de l'industrie et du commerce (Macif) et la Matmut, afin de regrouper leurs moyens. Enfin, les autres structures de l'économie sociale (mutuelles, coopératives) et collectivités territoriales peuvent également devenir sociétaires de la Mutuelle à compter de cette date. En 2011, la marque enseigne MAIF Associations & Collectivités est créée. Elle regroupe le réseau et l'offre destinés à ce public.
En avril 2014, elle annonce son intention de quitter SFEREN, l'assemblée générale extraordinaire de la Maif vote officiellement le 29 mai 2014 le processus de désengagement ; ce vote est soumis à l'aval de l'Autorité de contrôle prudentiel et de résolution qui dispose d'un délai de trois mois pour se prononcer. La Maif quitterait le Sferen en 2016.
En septembre 2015, la MAIF entre dans le capital de la société Numa pour en devenir l'un des actionnaires principaux.
En 2016, la MAIF ouvre à Paris son lieu culturel, le MAIF Social Club. Y est proposée chaque année une programmation thematique qui lie spectacles, conferences, ateliers et exposition.
L'assureur militant adopte en 2018 le statut d'entreprise à mission avec la raison d'être « de porter une attention sincère à l'autre et au monde,..
En 2017, le chiffre d'affaires de l’assureur s’élève à 3,5 milliards d’euros. En 2020, elle compte 2,8 millions de sociétaires adhérents à un contrat automobile.
Le 11 juillet 2020, une assemblée générale extraordinaire valide la proposition du conseil d’administration de faire de MAIF une entreprise à mission, comme le permet la loi relative à la croissance et la transformation des entreprises de 2019,,. À cette occasion, la mutuelle supprime les critères socioprofessionnels de ses conditions d’accès : elle s’ouvre aux salariés de tous les secteurs, ainsi qu’aux petites et moyennes entreprises en business to business et fusionne, le 1er janvier 2021, avec sa filiale Filia-MAIF et ses 900 000 sociétaires.
En 2020, à la suite du premier confinement lié à la pandémie de Covid-19, la MAIF se distingue des autres assureurs en reversant une ristourne de 100 millions d'euros de cotisation aux assurés — soit la quasi-totalité des résultats de l'année — pour tenir compte de la chute du nombre d'accidents de la circulation,. La MAIF divise par quatre son bénéfice net par rapport à 2019 (36 millions d’euros contre 127 millions d’euros).
La Maif monte au capital de la Camif à hauteur de 82 %.
En 2022, la qualité de la gestion de la relation client est qualifié de « leader incontesté du palmarès français depuis dix-huit ans ». 60 % des sociétaires ne sont ni enseignants ni enfants d'enseignants. 85 % des placements sont réalisés selon des critères environnementaux, sociaux et de gouvernance.
En 2023, la Maif investit 400 millions d’euros pour devenir le premier actionnaire, avec la Caisse des dépôts et consignations, du groupe de maisons de retraite Orpea.

## Principe
Les grands principes des fondateurs sont :
- Indépendance vis-à-vis des grands groupes financiers,
- Distribution directe des contrats, sans intermédiaires commissionnés,
- Solidarité entre adhérents,
- Responsabilité des adhérents,
- Mise en avant, dans la charte et dans l’action de la mutuelle, de valeurs telles que le républicanisme et la laïcité[36].

En tant qu’entreprise mutualiste, elle repose sur le principe du profit collectif : suppression des profits individuels, redistribution des bénéfices par la ristourne. Pas d’actionnaires à rémunérer, l’organisation appartenant à l’ensemble des sociétaires (sur décision de l’assemblée générale, les excédents réalisés sont répartis entre les sociétaires sous la forme d’une ristourne ou affectés au renforcement de l’assise financière de la mutuelle). Dans un premier temps, la MAIF était réservée aux seuls instituteurs, puis a ouvert ses portes aux autres membres de l’Éducation nationale, puis à ceux de la recherche, de la culture, ainsi qu'aux associations et collectivités.

## Organisation et gouvernance
La MAIF en tant que mutuelle n'a ni capital social, ni actionnaire. Ses clients sociétaires, acquièrent un droit de regard sur la politique et les stratégies de l'entreprise en adhérant à la mutuelle. Tous les 3 ans, ils participent à l'élection des délégués élus des sociétaires lors de l'assemblée générale selon le principe « 1 sociétaire = 1 voix »,. Ce système de représentation des sociétaires réunit environ 760 élus répartis en 3 divisions et 30 groupements territoriaux. Ils représentent donc les sociétaires aux assemblées générales, ils se prononcent sur l'activité et les comptes de la MAIF, élisent les administrateurs et participent 2 fois par an aux réunions de groupements territoriaux.
Les mandataires du conseil d'administration (MCA), qui sont désignés par le conseil d'administration, constituent un lien permanent entre la mutuelle, ses sociétaires et son environnement socio-économique. Ils sont également missionnés de l'animation de la vie mutualiste et des actions de prévention que la MAIF met en place.
Les mandataires mutualistes sont ceux qui cumulent les titres de délégués élus des sociétaires et de mandataires du conseil d'administration. Ils sont environ 600 constituant ainsi l'équipe militante. Ils sont essentiellement enseignants (actifs ou non) et choisis parmi le cœur historique du sociétariat MAIF et sont porteurs des décisions et des orientations prises par le conseil d'administration.
Le conseil d'administration de la MAIF est composé de 24 membres (21 membres élus par l'Assemblée générale et 3 membres élus par les salariés), il délègue aux mandataires du Conseil d'Administration le pouvoir de le représenter localement auprès des sociétaires. Il est doté d'un règlement intérieur qui définit les droits et les devoirs de l'administrateur MAIF. Ce règlement est complété par le code de déontologie des administrateurs des mutuelles du Groupement des entreprises mutuelles d'assurance (GEMA), syndicat professionnel auquel adhère la MAIF.
La gestion des risques est déclarée « modérée » ou « risque standard » dans le rapport sur la solvabilité et la situation financière de 2021, et utilise la réassurance pour les risques de pointe : « Les risques de pointe, c’est-à-dire des sinistres de très forte intensité mais comportant une probabilité de survenance faible, sont cédés en réassurance. ».
La MAIF est une entreprise à mission depuis 2020.

## Filiales
La MAIF est composée de plusieurs filiales parmi lesquelles :

### Filia MAIF (1988-2021)
Filia MAIF est une filiale de la MAIF fondée en 1988 destinée aux personnes dont la profession — autre qu'enseignant —, ne leur permet alors pas d'adhérer à la mutuelle directement ou encore aux enfants des sociétaires qui ne sont plus à la charge de leurs parents. Ils peuvent donc bénéficier des mêmes contrats que propose la MAIF à des tarifs plus chers de 15 à 20 %.
Filia-Maif représente 24 % des primes du groupe en dommages à fin 2011.
En 2020, elle comptait plus de 900 000 sociétaires avec un chiffre d'affaires en progression à 530 millions d'euros. En juillet 2020, la réintégration de Filia MAIF est approuvée à 96% par l’assemblée générale extraordinaire.
Depuis le 1er janvier 2021, cette filiale est réintégrée par la MAIF.

### MAIF Vie
MAIF VIE (anciennement Parnasse-MAIF) : filiale spécialisée dans l'assurance-vie. Elle compte 587 419 adhérents avec 810,4 millions d'€ d'encaissements et 11,9 milliards d'euros d'actifs gérés (2021).

### Atlantis Seguros
Atlantis Seguros : c'est une filiale espagnole distribuant de l'assurance-vie, de l'assurance non-vie, de l'assurance auto, habitation, prévoyance et disposant d'un service en langue Française. Cession de la filiale espagnole aux Assurances du Crédit Mutuel en mai 2015.

### MAIF Solutions Financières
MAIF Solutions Financières : filiale de distribution du groupe MAIF organisée en deux pôles : le pôle patrimonial, destiné à l'activité de gestion de patrimoine en complément du réseau MAIF pour apporter aux sociétaires une offre de services adaptée à leurs besoins (assurance vie, placements diversifiés et FIP solidaire) ; le pôle Prestations en relations commerciales, une activité de relation à distance spécialisée en particulier dans les contacts sortants.

### MAIF Connect
MAIF Connect, une filiale spécialisée en courtage d’opérations bancaires opérant sous la marque Crédit Immobilier Direct (assurance de prêt, crédit immobilier, rachat de crédits). Racheté en 2009 par le groupe MAIF, cet intermédiaire en opérations de banque et en services de paiement et courtier d'assurances est basé à Niort (Deux-Sèvres), tout comme sa maison mère.

### ALTIMA Assurances
ALTIMA Assurances : filialisation en décembre 2014 par la MAIF de cette société niortaise de courtage.

### SMACL Assurances SA
SMACL Assurances SA (70%) : filiale spécialisée dans l'assurance pour les collectivités territoriales, mise en place au 1er janvier 2022.

### Prévention MAIF
Prévention MAIF est une association loi de 1901 créée en 1980. Sa mission est de développer, notamment en milieu scolaire, des actions d'éducation à la sécurité routière, aux risques de la vie courante et aux risques majeurs au bénéfice des enfants, des adolescents mais aussi des seniors, du milieu associatif, des collectivités locales, territoriales…
Deux-mille bénévoles œuvrent au sein de 98 antennes départementales, réparties sur 117 sites, pour mener à bien les projets éducatifs et créer une documentation pédagogique sous forme de brochures, de films ou encore de logiciels à destination des enseignants.
Prévention MAIF est reconnue par un double agrément du ministère de l’Éducation Nationale :
- au titre d'association éducative complémentaire de l'enseignement public,
- en tant qu'association nationale de jeunesse et d'éducation populaire.

### Fonds d'investissement MAIF Avenir
En septembre 2014, la MAIF investit dans Koolicar, un service d'autopartage. Cette première initiative donne le coup d’envoi à la création en 2015 d’un fonds destiné à l'innovation, à l'économie numérique et collaborative, la SAS MAIF Avenir. Deux des objectifs de la structure sont de créer des nouveaux services pour les sociétaires et d’accéder à de nouvelles communautés. Le fonds investi ainsi dans d’autres startup telles que :
- GuestToGuest, plateforme d’échange de logements entre particuliers, en avril 2015 ;
- Numa, réseau mondial qui accompagne startup, entreprises et communautés dans leur développement ;
- MesDépanneurs.fr[52], service de dépannage à domicile et Cbien, service d'inventaires en ligne : en septembre 2015[53] ;
- Mutum, plateforme de prêts et d'emprunts d'objets entre particuliers, en septembre 2015[54] ;
- Payname, en octobre 2015, renommée Morning en juin 2016, une plateforme de paiement entre particuliers. Le 1er décembre 2016, l'Autorité de contrôle prudentiel et de résolution suspends l'agrément de Morning[55]. Le 28 mai 2021, la société est dissoute sans liquidation, son patrimoine est intégré par son associé unique, la Banque Edel[56],[57] ;
- Stootie, plateforme de services entre personnes, en septembre 2016[58] ;
- Yescapa, place de marché des voyages nomades en Europe, en septembre 2016[59] ;
- CertiDeal, plateforme spécialisée dans les produits électroniques reconditionnés, en avril 2020[60] ;

Enfin, la MAIF réinvestit dans Koolicar et TravelCar en avril 2016 avec PSA Peugeot Citroën.

### Associations & Collectivités
MAIF Associations & Collectivités est une marque du groupe MAIF spécialisée sur les marchés des associations, des établissements publics de l’enseignement, la culture, le recherche, des communes et Établissement public de coopération intercommunale.
Elle compte en 2014 : 155 000 sociétaires, un CA de 179,7 millions d'euros, 97 821 véhicules assurés et 155 064 contrats risques quotidiens Raqvam.
Son réseau est constitué de plusieurs entités spécialisées dont 14 pôles régionaux en France métropolitaine.

## Prises de positions
La Maif s'interdit de détenir des bons du Trésor américain pour la pratique de la peine de mort. Elle a aussi totalement débarrassé son portefeuille des valeurs pétrolières et initié la création d'une filière dédiée à l'utilisation de pièces détachées d'occasion.

## Syndicats professionnels
La MAIF adhère aux organisations sectorielles suivantes :
- Association des assureurs mutuels et coopératifs en Europe : créée en janvier 2008 par la fusion des deux associations représentatives de l’assurance mutuelle et coopérative en Europe, l’AISAM et l’ACME.
- Groupement des entreprises mutuelles d'assurance : le syndicat professionnel des mutuelles sans intermédiaires et de leurs filiales.
- Elle est membre d'Euresa, un groupement européen d'intérêt économique rassemblant 14 assureurs européens.

## Directions

### Présidences
- Edmond Proust : depuis 1934 et de 1941[10] à 1956[4].
- Marcel Coubrat : de 1956 à 1961[8],
- Jean Lauroua[62] : 1962 à 1972[4],
- Jean Germain : 1972 - 1996[14],
- Roger Belot : 1996 - 2014[63],
- Dominique Mahé : 2014[6] - 2022[64],
- Yves Pellicier : depuis 2022[21].

### Directions générales
- Perrochin[7],
- Jean Lauroua : depuis 1951[4],
- Paul Marcus[14] : jusqu'en 1992[62],
- Dominique Thiry : 1992 - 2009[62],
- Pascal Demurger : depuis 2009[62],[65].

## Communication

### Identités visuelles

Logo à partir de 1935[66],[1].
Logo entre 1994 et 2019[67].
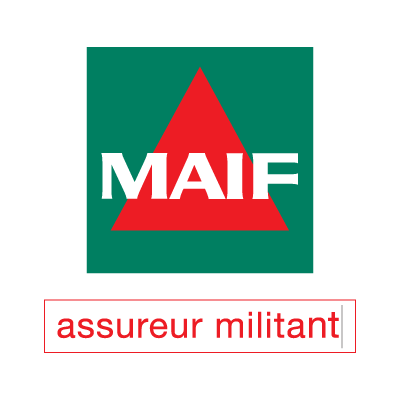
Logo avec slogan entre 1994 et 2019[67].
Logo depuis 2019[67].

### Slogan
- « Assureur militant »[34],[67].

### Partenariats
La liste ci-dessous concerne les principaux partenaires :
- SOCRAM Banque : Organisme de crédit à la consommation et banque de détail qui gère les financements pour l'achat ou la réparation de véhicules, ainsi que pour l'amélioration de l'habitat. La SOCRAM Banque est une filiale commune aux 10 mutuelles du Groupement des entreprises mutuelles d'assurance[69], dont la MAIF, qui diffuse ses produits au travers des réseaux des mutuelles partenaires.
- Mutuelle générale de l'Éducation nationale (MGEN) : pour se développer dans le secteur de la santé, la MAIF a mis en place un partenariat avec la MGEN qui gère par délégation de service public la sécurité sociale du personnel de l'Éducation Nationale, et propose des complémentaires santé ; elle distribue les garanties santé de MGEN Filia[70].
- Inter mutuelles assistance (IMA) : IMA SA est créée en 1980 sur les bases de MAIF Assistance, qui fut, en 1966, l'une des premières sociétés d'assistance rapatriement françaises. IMA SA déteint plus de 80 % des voix d'IMA GIE, partenaire essentiel de l'offre MAIF, puisqu'il réalise la plupart des prestations d'assistance aux sociétaires en déplacement(Voyages, tourisme), partout dans le monde. Une filiale d'IMA met également en œuvre l'offre de téléprotection de la MAIF.
- Mutuelle des œuvres corporatives de l’éducation nationale (MOCEN) : La MOCEN est une mutuelle de type complémentaire santé. Depuis 2013, la MOCEN a rejoint MGEN Filia qui accueille alors l'ensemble des adhérents de la gamme MOCEN Santé.
- Groupe VYV : en 2018, VYV et la MAIF s'associent pour proposer une offre d'assurance-vie avec MAIF Vie. Elle est distribuée par VYV depuis fin 2019[71].

## Activités de représentation d'intérêts

### Auprès de l'Assemblée nationale
La MAIF est inscrite comme représentant d'intérêts auprès de l'Assemblée nationale. L'entreprise, au chiffre d'affaires de 3 167 000 000 € en 2013, indique que les coûts annuels de ses activités directes de représentation d'intérêts auprès du Parlement sont compris entre 50 000 € et 100 000 €.

### Auprès des institutions de l'Union européenne
La MAIF est inscrite depuis 2011 au registre de transparence des représentants d'intérêts auprès de la Commission européenne. Elle déclare en 2015 pour cette activité des dépenses d'un montant compris entre 50 000 et 100 000 €.
La MAIF adhère à l'Association des assureurs mutuels et coopératifs en Europe (Amice) et au Groupement des entreprises mutuelles d'assurance (GEMA), également inscrits comme représentants d'intérêts auprès de la Commission européenne.

## Controverses

### Rémunération du directeur général
En 2023, la rémunération du Directeur général de la Maif, Pascal Demurger, à 55 000 € bruts mensuels est en contradiction avec les grandes orientations du Mouvement Impact France et de l'économie sociale et solidaire, il ne répond pas au critère d'agrément « Entreprise solidaire d'utilité sociale » (Esus) limitant l'écart à 10 fois le SMIC. Ce salaire équivaut à 30 fois le SMIC, et plus de 20 fois le salaire minimum de la Maif,,.

### Licenciement abusif
D'après Le Parisien, en octobre 2023 la MAIF est condamnée par le conseil des prud'hommes de Compiègne à verser 40 000 € d'indemnités à une ancienne employée au motif de licenciement « sans cause réelle et sérieuse ». L'employée en question était, à son insu, surveillée par un logiciel développé en interne, malgré les recommandations de la Commission nationale de l'informatique et des libertés.

### Articles de journaux
- Pascal Canfin, « La MAIF tente le pari du manager militant », Le Monde Initiatives, no 29,‎ avril 2004, p. 21 (ISSN 1630-5027).
- Rédaction Stratégies, « La Maif lance sa première campagne grand public », Stratégies,‎ 22 septembre 2000 (lire en ligne).